# میتاکا، توکیو

نقشهٔ میتاکا واقع در ناحیهٔ تامای توکیو

میتاکا (به ژاپنی: 三鷹市 Mitaka) به یکی از بخش‌های منطقه تامای توکیو، پایتخت ژاپن گفته می‌شود. مساحت آن ۱۶٬۰۵ کیلومتر مربع است.